# 張重振
張重振（1703年—1750年），直隸河間府任邱縣人，清朝政治人物。

## 生平
雍正八年（1730年）庚戌科進士，授山西馬邑縣知縣，治理有方，調陽曲縣知縣，乾隆八年（1743年）調介休縣知縣，十年（1745年）升保德直隸州知州，十五年（1750年）卒，享年四十八歲。